# Cyril Norman Hinshelwood
Sir Cyril Norman Hinshelwood, OM, PRS, angleški fizikalni kemik, * 19. junij 1897, London, Anglija, † 9. oktober 1967.
Leta 1956 je skupaj z Nikolajem Semjonovim prejel Nobelovo nagrado za kemijo za raziskave na področju mehanizma kemijskih reakcij.